# Leiocephalus vinculum
Espèce
Leiocephalus vinculum est une espèce de sauriens de la famille des Leiocephalidae.

## Répartition
Cette espèce est endémique de l'île de la Gonâve à Haïti.

## Taxinomie
La sous-espèce Leiocephalus vinculum endomychus a été élevée au rang d'espèce par Pregill en 1992

## Publication originale
- Cochran, 1928 : The herpetological collections made in Haiti and its adjoining islands by Walter J. Eyerdam. Proceedings of the Biological Society of Washington, vol. 41, p. 53-59 (texte intégral).